# Savić
Savić je  priimek v Sloveniji in tujini. Po podatkih Statističnega urada Republike Slovenije je na dan 1. januarja 2011 v Slovenji uporabljalo ta priimek 936 oseb.

## Znani nosilci priimka
- Anica Savić-Rebac (1892—1953), srbska književnica in prevajalka
- Dejan Savić (Meh) (*1984), slovenski filozof in okoljevarstvenik
- Dušan (Dule) Savić (*1955), srbski nogometaš
- Joca Savić (1847—1915), srbsko-nemški igralec in režiser (Josza Savits)
- Kirilo Savić (1870—1957), srbski gradbeni inženir in univerzitetni profesor
- Massimo Savić (1962—2022), hrvaški rock glasbenik, pevec
- Milan Savić (1779—1861), srbski pisatelj in prevajalec
- Milunka Savić, srbska podčastnica
- Pavle Savić (1909—1994), srbski fizik, akademik
- Sonja Savić (1961—2008), srbska igralka
- Sreta Savić (1913—1990), srbski (jugoslovanski) general
- Tonka Savić (1861—1932), hrvaška igralka
- Vasa Savić (1895—1939), srbski zdravnik ftiziolog
- Žarko Savić (1891—1930), srbski operni pevec, basist